# Roccellinastrum flavescens
Roccellinastrum flavescens är en lavart som beskrevs av Kantvilas. Roccellinastrum flavescens ingår i släktet Roccellinastrum, klassen Lecanoromycetes, divisionen sporsäcksvampar och riket svampar.   Inga underarter finns listade i Catalogue of Life.